# Fostyriusz (Maksimowski)
Fostyriusz, imię świeckie Pawieł Ksienofontowicz Maksimowski (ur. 9 października?/21 października 1864 w Bołotowie, zm. 27 stycznia 1938 w Wietłudze) – rosyjski biskup prawosławny.
Wykształcenie teologiczne zdobył w seminarium duchownym w Kostromie. 10 września 1895 został wyświęcony na kapłana. Służył jako biały duchowny, otrzymał godność protoprezbitera. Wieczyste śluby mnisze złożył 25 października 1930. 9 listopada tego samego roku został wyświęcony na biskupa tomskiego. Służył w cerkwi św. Mikołaja w Tomsku.
W 1933 został przeniesiony na katedrę czelabińską i złatoustowską, jednak nigdy nie wyjechał do Czelabińska. W tym samym roku mianowano go biskupem syzrańskim. W 1934 przeszedł w stan spoczynku. Zamieszkał w Wietłudze i tam został w grudniu 1937 aresztowany pod zarzutem próby wysadzenia mostu. W 1937 w Wietłudze aresztowano początkowo duchownych służących w miejscowym soborze, a następnie pozostałych kapłanów i szczególnie zaangażowanych w życie Cerkwi wiernych.
Według autora żywotów nowomęczenników rosyjskich ihumena Damaskina (Orłowskiego) biskup zmarł (zamarzł) w czasie transportu z więzienia w Wietłudze do zakładu karnego w Warnawinie. Inne źródła wskazują, że hierarcha został skazany na śmierć i rozstrzelany w więzieniu w Wietłudze 27 stycznia 1938.